# Gunnm
Gunnm (japonsky 銃夢, Ganmu, složenina slov gun a dream) je manga série, kterou napsal a nakreslil Jukito Kiširo v roce 1990. V USA je Gunnm vydáván pod názvem Battle Angel Alita. Poprvé se příběh objevil v časopise Business Jump a později jej nakladatelství Šúeiša vydalo jako devítidílný tankóbon. První dva díly byly v roce 1993 adaptovány jako krátká, dvoudílná OVA.
V roce 1997 vyšly čtyři příběhy, vydané v jednom tankóbonu s názvem Gunnm: Gaiden, které volně navazují na původní příběh. Herní adaptace pro PlayStation s názvem Gunnm: Kasei no kioku vyšla v roce 1998. Od roku 2001 vychází nová série Gunnm: Last Order, která vypráví příběh navazující na původní dílo.
Příběh vypráví o kybernetické dívce jménem Garí (v anglickém překladu Alita), která ztratila veškeré vzpomínky. Porouchanou ji na skládce ve Scrapyardu nalezl doktor Ido. Garí posléze zjistí, že ovládá legendární bojové umění Panzer Kunst, a proto se rozhodne stát lovcem lidí a zjistit něco o své minulosti.

## Příběh
Příběh se odehrává v daleké budoucnosti na Zemi, v dřívějších Spojených státech. Doktor Daisuke Ido, žije ve městě Scrapyard — obrovské skládce odpadu a smetí, které padá z tajemného létajícího ostrova Salem (japonsky ザレム、Zaremu) (v anglické manze označované jako Tiphares) — a specializuje se na opravy robotů a kyborgů. Šťastnou náhodou nalezne na skládce porouchané torzo kybernetické dívky, kterou opraví a pojmenuje Garí (v americkém překladu Alita).
Garí si však nepamatuje nic ze své minulosti. Brzy zjistí, že ovládá legendární bojové umění Panzer Kunst (japonsky パンツァークンスト, pancuákunsuto). Garí, rozhodnuta zjistit více o své minulosti, se stane lovcem odměn — velmi častou a oblíbenou prací ve Scrapyardu. Jejím úkolem je lov kriminálníků, na které je vypsána odměna. Zde pak končí dvoudílná anime adaptace.
Později Garí opouští Ida a odchází do jiné části Scrapyardu, kde se stává hráčkou oblíbené hry motorball. Hráči této hry jsou kyborgové, jejichž těla jsou speciálně upravena pro motorball. Garí brzy postupuje mezi elitní hráče, kde se často ocitá ve smrtelných situacích. Během jednoho z mnoha soubojů si vzpomíná na svůj dřívější život na Marsu.

## Postavy
- Garí (japonsky ガリィ) — V anglickém překladu se jmenuje Alita, nebo v neoficiálních, fanouškovských překladech také jako Gally. Hlavní hrdinka, kyborg, která ztratila paměť. Na začátku příběhu ji nalezne doktor Ido na skládce ve Scrapyardu. Garí brzy zjistí, že ovládá legendární bojové umění Panzer Kunst, a proto se stane lovcem odměn. Během pátrání po svých vzpomínkách potká mnoho lidí i kyborgů, kteří žijí ve Scrapyardu, později se stane i hráčem populárního sportu motorball. Celá minulost Garí je odhalena až v pokračování Gunnm: Last Order.
- Daisuke Ido (japonsky イド・ダイスケ, Ido Daisuke) — Často nazývaný Doktor Ido. Je druhá hlavní postava v příběhu. Ido je doktor a technik, který se specializuje na kyborgy. Původně pochází ze Salemu, ale na začátku příběhu již žije ve Scrapyardu. Zde nalezne a opraví Garí.
- Hugo (japonsky ユーゴ, Júgo)
- Gonzu (japonsky ゴンズ, Gonzu)
- Desty Nova (japonsky ディスティ・ノヴァ, Disuti Nova)
- Kaos (japonsky ケイオス, Keiosu)

## Manga
Příběh byl poprvé vydán v časopise Business Jump, vydávaný nakladatelstvím Šúeiša, v létech 1990 až 1995. Později byl příběh vydán v 9. dílech ve formátu tankóbon. V České republice sérii vydává CREW pod názvem Bojový anděl Alita.
V roce 1998 vyšla nová japonská edice nazvaná Gunnm: Complete Edition, která vyšla v šesti dílech formátu B5. Příběh zůstal nezměněn oproti originálnímu vydání, jenom se mírně změnil závěr tak, aby lépe navazoval na Gunnm Last Order.

## OVA
V roce 1993 vyšla dvoudílná anime adaptace s názvem Gunnm. Příběh kopíruje první dva díly mangy, obsahuje však malé odchylky a změny oproti předloze. Autor, Jukito Kiširo uvedl, že další anime adaptace jeho díla se neplánuje.

## Film
O filmovou adaptaci se již v roce 1998 zajímalo Twentieth Century Fox s režisérem Jamesem Cameronem. Cameron však zpracování odložil až do roku 2010 a vlastní premiéra je ohlášena na rok 2011. Film má pokrýt první tři díly mangy a v případě úspěchu tak bude vytvořena trilogie. James Cameron však několikrát uvedl, že stále není rozhodnut, zda filmovou adaptaci Gunnm natočí.
To se splnilo 14. února 2019 a byl natočen film Alita: Bojový Anděl s hlavní představitelkou Rosou Salazar jakožto Alitou.